# 世纪大讲堂
《世纪大讲堂》（英语：The Forum），是凤凰卫视的一档坚守“思想性、学术性”，以“学术也一样让你听得懂”为宗旨，有着强烈文化抱负，具有一定文化品位，而且是形式活泼、双向互动的节目，2001年1月开播。主持人最初是阿忆、王鲁湘或曾子墨，2013年至2017年10月改由2009年中华小姐环球大赛冠军田桐主持，节目的口号是“学术前沿，思想对话”。被《新周刊》誉为“15年来中国最有价值的电视节目”。节目在2002年由圣凯诺赞助播出，2003年5月到2004年由大红鹰赞助播出，2007年由利群特约赞助播出，2008年由格力赞助播出，2009年由国泰君安特约赞助播出，2010年由美的智能环保灶赞助播出。目前无赞助商。
2022年1月1日，配合凤凰卫视改版，世纪大讲堂停播。

## 播出时间
《世纪大讲堂》节目自开播以来播出时间一直都有变动，节目在开播之初在凤凰卫视中文台、欧洲台、美洲台（2002年起）及澳洲版播出，另外凤凰卫视资讯台亦有播映该节目；2013年，凤凰卫视资讯台取消播出该节目；2014年，由于《鲁豫有约》改为每周三期播出，因此《世纪大讲堂》节目改为每周五播出，正式接档周五的《鲁豫有约》时段；2015年起，由於《鲁豫有约》恢復於每周五播出，因此《世纪大讲堂》節目改為每周六首播。
现时的播出时间如下：
- 凤凰卫视中文台：香港时间周六17：30-18：15首播，周日3：15-4：00、11：45-12：30、23：15-24：00、周一4：30-5：15、周二2：25-3：00重播。
- 凤凰卫视欧洲台：格林威治时间周五9：50-10：45首播，周五17:05-18:00、周六3：30-4：25重播。
- 凤凰卫视美洲台：美国西岸时间周五5：00-6：00首播，周日22：00-22：55重播（7月27日起）。
- 凤凰卫视澳洲版：悉尼时间周五18：50-19：45首播，周六2：05-3：00、12:30-13:25重播。

## 部分嘉宾
自2001年1月播出以来，曾邀请多位海内外著名的专家、学者、教授等出席作嘉宾，已经邀请了国内外著名的专家、学者、教授上百多名，如最高科技奖获得者袁隆平院士、吴文俊院士以及诺贝尔物理奖获得者杨振宁教授，查尔斯·汤斯教授等等。以下为部分嘉宾：
- 展望新千年的中国经济（林毅夫）
- 金钱未必使您富裕（罗伯特·清崎）
- 美与物理（杨振宁）
- 网络经济如何演绎（丁大卫）
- 从利玛窦到北京申奥（张信刚）
- 自我意识与人的确证（易中天）
- 凯恩斯主义与中国当前的经济问题（贺铿）
- 经济不是数据 是对问题的切实解决（龙安志）

## 系列节目
- 甲午之殇[4]
- 中国道路与中国梦[5]